# Vodskov-Østervrå Jernbane
Vodskov-Østervrå Jernbane (VØ) var en dansk privatbane i Nordjylland 1924-50.

## Historie
En bane fra Vodskov til enten Østervrå eller Dybvad var en del af den store jernbanelov af 27. maj 1908, og 30. april 1914 blev eneretsbevillingen på en bane til Østervrå givet. Som en forløber for banen blev der i 1920 oprettet en postvognsrute mellem Nørresundby og Hjallerup, to gange dagligt, søn- og helligdage dog kun én gang. På trods af at jordarbejdet blev udliciteret i 1916 og for det meste var færdigt i 1919-20, blev skinnerne først indkøbt i 1922, da priserne var faldende og man ønskede at købe dem så billigt som muligt.

### Østervrå-Frederikshavn (skrinlagt)
Den næste store jernbanelov fra 1918 indeholdt en ca. 25 km lang forlængelse fra Østervrå til Frederikshavn med mulighed for mellemstationer i Søholt, Stenhøj, Gærum og Vrangbæk. Staten ville betale 50% af anlægsomkostningerne, men der blev aldrig udstedt koncession, og banen Østervrå-Frederikshavn blev som de fleste andre projekter i denne lov ikke realiseret.

## Strækningsdata
- Åbnet: 20. maj 1924
- Længde: 36,8 km
- Sporvidde: 1.435 mm
- Skinnevægt: 22,5 kg/m
- Maks. stigning: 12,5 ‰
- Maks. hastighed: 45 km/t, senere 60 km/t
- Nedlagt: 31. marts 1950

## Standsningssteder
- Vodskov station i km 0,0 – forbindelse med Sæbybanen (Nørresundby-Sæby-Frederikshavn).
- Skytteplantagen trinbræt fra 1929.
- Uggerhalne station i km 4,5 med 96 m læssespor.
- Brusholt trinbræt i km 5,9 fra 1929.
- Lyngdrup trinbræt i km 6,8 med 74 m læssespor.
- Frederikshvile trinbræt i km 9,0.
- Hjallerup station i km 10,7 med 253 m krydsningsspor og 200 m læssespor.
- Clausholm trinbræt fra 1928.
- Bjørnholm station i km 13,8 øst for Ørum med 96 m læssespor.
- Kildedal trinbræt.
- Klokkerholm station i km 17,5 med 94 m læssespor.
- Røgelhede station i km 20,3 med 86 m læssespor.
- Kirkegård trinbræt fra 1928.
- Hellum station i km 24,6 med 194 m krydsningsspor og 144 m læssespor.
- Musted trinbræt fra 1928.
- Kirkholt trinbræt i km 28,7 med 50 m læssespor.
- Mylund station i km 30,1 med 88 m læssespor.
- Vester Mylund trinbræt fra 1937.
- Villestrup trinbræt i km 32,3.
- Vejen trinbræt fra 1935, mergelsidespor fra 1932.
- Østervrå station i km 36,5 – forbindelse med Hjørring-Hørby Jernbane.

### Bevarede stationsbygninger
Vodskov, se Sæbybanen. De øvrige stationsbygninger m.m. var tegnet af Sylvius Knutzen og er alle bevaret.
- Uggerhalne: Ledvej 7
- Hjallerup: Jernbanegade 7
- Bjørnholm: Trøgdrupvej 32
- Klokkerholm: Klintevej 10
- Røgelhede: Røgelhedevej 102
- Hellum: Yrsavej 5
- Mylund: Dårbakvej 100 - banens højeste punkt

Østervrå, se Hørbybanen.
Der findes stadig remiser med vandtårne i Vodskov og Østervrå.

## Driften
Damptogene brugte 73-105 minutter på at tilbagelægge de 37 km, motortogene 60-73 minutter.
Banen gik gennem en tyndt befolket egn. Tre stationer – Bjørnholm, Røgelhede og Mylund – var helt ensomt beliggende, og banen var startet så sent, så der ikke opstod stationsbyer sådanne steder. Det første driftsår gav et lille overskud, men det blev banens eneste.
Der blev arbejdet på at opnå driftssamarbejde med Aalborg Privatbaner, men da formanden for VØ var amtmanden i Hjørring og de fleste stationer lå i Hjørring Amt, blev VØ 1. april 1939 fusioneret med Hirtshalsbanen, Hjørring-Løkken-Aabybro Jernbane og Hjørring-Hørby Jernbane til Hjørring Privatbaner (HP).
Det var svært at lægge en køreplan, der gav gode tilslutninger i begge ender af banen. Man prioriterede, at der i Vodskov skulle være god forbindelse til og fra Aalborg, og fra 1946 lod man et par år motortogene køre igennem til Aalborg, men til gengæld var der i Østervrå lange ventetider, hvis man skulle videre til Hjørring eller Hørby-Sæby.

## Nedlæggelsen
I 1948 foreslog Hjørring Privatbaner kommunerne en modernisering, der ikke omfattede VØ, men dog bevarede den. Det forslag var for dyrt, så banebestyrelsen stillede et andet forslag, hvor VØ blev nedlagt, så dens skinner kunne bruges til forbedring af Løkkenbanens spor. Dette forslag blev vedtaget på Hjørring Privatbaners generalforsamling 15. december 1949 trods flere kommuners og amtsrådsmedlemmers opbakning til bevarelse af banen.
31. marts 1950 blev banen nedlagt i stilhed. 1. august 1950 startede sporoptagningen i Vodskov. Sporet fra Hellum til Østervraa blev benyttet til grustransport fra banens grusgrav i Hellum indtil 1952, hvor også dette stykke spor blev taget op.

## Strækninger hvor banetracéet er bevaret
5 km af banens tracé er bevaret som stier. Desuden blev en stor del benyttet til vejanlæg.
- Fra Attrupvej 15 sti th. mod Uggerhalne
- Banesti fra Vodskov slutter ved Uggerhalne Station
- Banesti på Frederikshave ved Hjallerup
- Sydøst for Bjørnholm Station
- Fra Fæholtvej i Kirkholt mod nordvest
- Fra Tårsvej, hvor Vester Mylund trinbræt lå